# In den Klauen des Winters
In den Klauen des Winters ist der neunte von vierzehn Romanen (in der deutschen Erstausgabe sind es 37) in der High-Fantasy-Saga Das Rad der Zeit des US-amerikanischen Autors  Robert Jordan. Er wurde erstmals 2000 als Winter's Heart veröffentlicht. Auf Deutsch ist der Roman in drei Teilen, Das Herz des Winters, Die Herrschaft der Seanchaner und Die Flucht der Sklaven, in der Übersetzung durch Andreas Decker 2001 bei Heyne erschienen. Eine Gesamtübersetzung unter dem Titel In den Klauen des Winters erschien 2014 bei Piper.
Nach seiner Veröffentlichung stieg es sofort auf Platz 1 der New York Times Hardcover-Fiction Bestsellerliste auf und ist damit das zweite Das Rad der Zeit-Buch, das die Nummer 1 auf dieser Liste erreichte. Es blieb für die nächsten zwei Monate auf der Liste.
Der Titel des Buches bezieht sich auf die zunehmende Kälte von Rand al'Thors Persönlichkeit und auf die Rückkehr des Winters nach der Umkehrung im vorherigen Buch, Der Weg der Klingen, der unnatürlichen Hitze, die durch die Manipulation des Klimas durch den Dunklen König verursacht wird.
In den Klauen des Winters war das erste Das Rad der Zeit-Buch, für das der Prolog mit dem Titel „Snow“ zuerst als E-Book vor der Veröffentlichung als klassisches Buch verkauft wurde. „Snow“ wurde im September 2000 von Simon & Schuster veröffentlicht, zwei Monate vor der Veröffentlichung von In den Klauen des Winters.

## Handlung
Viele der Ereignisse in In den Klauen des Winters finden gleichzeitig mit den Ereignissen des nächsten Buches Zwielichtige Pfade statt. Perrin Aybara und seine Anhänger verfolgen die Shaido Aiel, die seine Frau Faile Bashere entführt haben, während Elayne Trakand versucht, rebellische Adlige zu unterdrücken.
Mat Cauthon ist in der Stadt Ebou Dar in Altara gefangen, die von den Seanchanern besetzt ist. Seine Flucht wird von einer Seanchan-Adligen namens Tuon Athaem Kore Paendrag, der Erbin des Seanchan-Kristallthrons, gestört; und Mat, der eine Prophezeiung seiner eigenen Heirat mit der Tochter der Neun Monde gehört hat, die sich auf Tuon selbst bezieht, entführt sie.
Rand al'Thor wird von Elayne Trakand, Aviendha und Min Farshaw zum Wächter ernannt; und tötet später die meisten der Asha'man-Verräter in Far Madding, einem unabhängigen Stadtstaat im südöstlichen Teil der Westlande. Lan tötet Toram Riatin in einem Duell. Von Wachen erwischt, wird er für kurze Zeit eingesperrt, aber von Cadsuane und den anderen Aes Sedai befreit. Rand und Nynaeve al'Meara reisen nach Shadar Logoth. Dort, verteidigt von Cadsuane Melaidhrins Aes Sedai und loyalen Asha'man gegen die Verlorenen, benutzen Rand und Nynaeve die Choedan Kal (Die zwei mächtigsten Sa'angreal, die jemals erschaffen wurden. Sie müssen gleichzeitig von einem weiblichen und einem männlichen Machtlenker eingesetzt werden), um Saidin vom Einfluss des Dunklen Königs zu reinigen. Dabei werden sowohl Shadar Logoth, der Zugangsschlüssel zum weiblichen Choedan Kal, als auch das weibliche Choedan Kal selbst zerstört.

## Ausgaben
- Winter's Heart. Tor, 2000, ISBN 0-312-86425-6.
  - Das Herz des Winters. Heyne, 2001, ISBN 3-453-17889-0.
  - Die Herrschaft der Seanchaner. Heyne, 2001, ISBN 3-453-17903-X.
  - Die Flucht der Sklaven. Heyne, 2001, ISBN 3-453-18822-5.
  - Gesamtübersetzung: In den Klauen des Winters. Piper, 2014, ISBN 978-3-492-70246-1.